# Iarupea goias
Iarupea goias är en skalbaggsart som beskrevs av Zdzisława Stebnicka 2007. Iarupea goias ingår i släktet Iarupea och familjen Aphodiidae. Inga underarter finns listade i Catalogue of Life.